# Honda Evolution Catalyzing System
HECS staat voor: Honda Evolution Catalyzing System.
Dit is een katalysator voor tweetaktmotoren, gebruikt in de Honda Beat R 105, een kleine Honda die in Thailand voor de thuismarkt werd gebouwd (1996).